# Рашвил (Мисури)
Рашвил (енгл. Rushville) град је у америчкој савезној држави Мисури.

## Демографија
По попису из 2010. године број становника је 303, што је 23 (8,2%) становника више него 2000. године.
| Група             | 2000.       | 2010.       |
| Белци             | 278 (99,3%) | 299 (98,7%) |
| Афроамериканци    | 0 (0,0%)    | 0 (0,0%)    |
| Азијати           | 0 (0,0%)    | 0 (0,0%)    |
| Хиспаноамериканци | 0 (0,0%)    | 2 (0,7%)    |
| Укупно            | 280         | 303         |